# McLouth, Kansas
McLouth är en ort i Jefferson County i Kansas. Vid 2010 års folkräkning hade McLouth 880 invånare.